# Pygeum odoratum
Pygeum odoratum är en rosväxtart som beskrevs av M. R. Henderson. Pygeum odoratum ingår i släktet Pygeum och familjen rosväxter. Inga underarter finns listade i Catalogue of Life.